# ترگو نئم
شهر ترگو نئمس (به رومانیایی: Târgu Neamţ) در شهرستان نئمس در کشور رومانی واقع شده‌است. جمعیت این شهر ۲۲٬۶۳۴ نفر  است.